# ابی وامباک

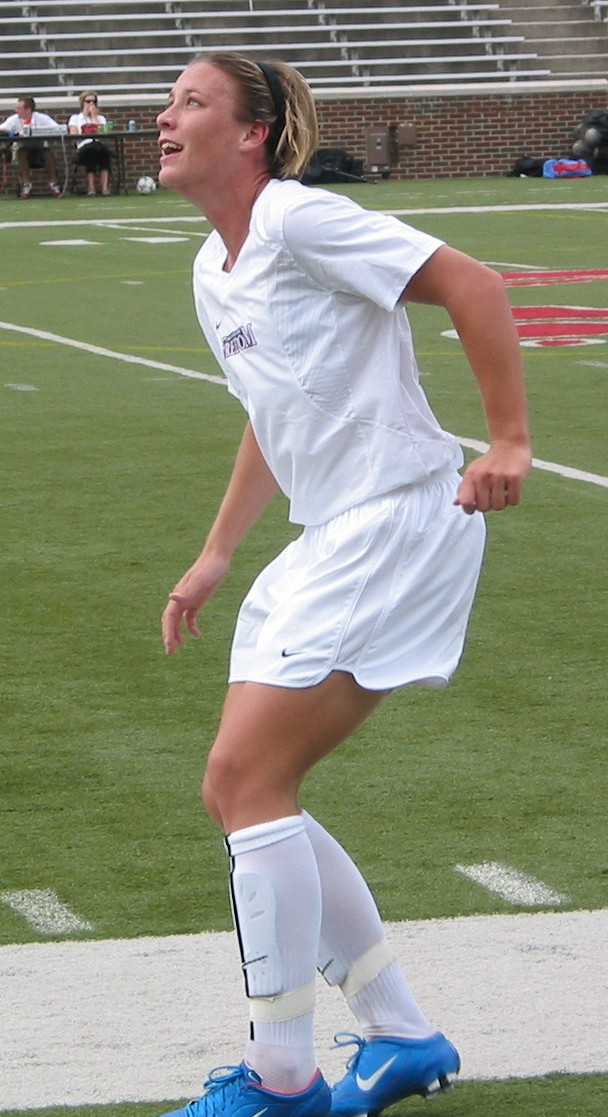

مری ابیگیل «ابی» وامباک (به انگلیسی: Mary Abigail "Abby" Wambach) (زاده ۲ ژوئن ۱۹۸۰ میلادی در روچستر، نیویورک) بازیکن فوتبال اهل ایالات متحده آمریکا است
وی عضو تیم ملی فوتبال زنان ایالات متحده آمریکا است.
او در پست مهاجم برای تیم مجیک جک بازی می‌کند.
وامباک با ۱۸۳ گل رکورد بیشترین تعداد گل بازیهای ملی در ورزش فوتبال در تاریخ جهان را دارد.